# 병사와 수녀
병사와 수녀(Heaven Knows, Mr. Allison)는 미국에서 제작된 존 휴스턴 감독의 1957년 영화이다. 데보라 카 등이 주연으로 출연하였고, 버디 애들러 등이 제작에 참여하였다.

## 출연

### 주연
- 데보라 카
- 로버트 미첨

## 제작진
- 원작자: Charles Shaw
- 의상: 엘리자베스 하펜든